# Pipil
I Pipil sono un popolo indigeno stanziato in El Salvador.
Nel corso di una serie di migrazioni, iniziate nell'VIII secolo e concluse nel XIV secolo, la società dei Pipil ha stabilito una forte presenza nelle zone di El Salvador e Honduras.
Nel corso del XV secolo, ovvero durante l'espansione coloniale della Spagna, il popolo dei Pipil è stato più volte attaccato. I Pipil sono stati in grado di sconfiggere le forze armate guidate da Pedro de Alvarado nella battaglia di Acajutla (giugno del 1524), ma quando de Alvarado tornò nel 1525 riuscì a sconfiggerli. 
La storia dei Pipil nella terra El Salvador è molto diversa da quella degli indiani che vivono nelle montagne del Guatemala. Considerando che molti Maya sono stati in grado di vivere in isolamento attraverso la maggior parte del periodo coloniale, la zona di El Salvador ha offerto un po' di protezione. Di conseguenza, i Pipil sono stati assimilati in economia coloniale molto di più dei Maya. 
Anche se il dominio spagnolo è stato abbastanza favorevole alla società dei Pipil, questi hanno perso completamente le loro terre nel 1881, quando il governo abolì i titoli su tutte le terre comunali. Di conseguenza, furono mandati uomini a usurpare le terre in cui avevano tradizionalmente lavorato i Pipil.